# HD11808
HD11808 — хімічно пекулярна зоря спектрального класу A0, що має видиму зоряну величину в смузі V приблизно 8,5.
Вона  розташована на відстані близько 658,9 світлових років від Сонця.